# Eudoliche vittata
Eudoliche vittata är en fjärilsart som beskrevs av Moeschler 1877. Eudoliche vittata ingår i släktet Eudoliche och familjen björnspinnare. Inga underarter finns listade i Catalogue of Life.